# Nothofagus stylosa
Nothofagus stylosa là một loài thực vật thuộc họ Nothofagaceae. Đây là loài đặc hữu của Indonesia.